# حفل توزيع جوائز الغولدن غلوب الثالث
حفل توزيع جوائز الغولدن غلوب الثالث هو حفل لتكريم أفضل الإنجازات في مجال صناعة الأفلام لعام 1945، أقيم يوم 30 مارس 1946 في فندق نيكربوكر بمدينة لوس أنجلس، كاليفورنيا.

## الفائزين
- أفضل ممثل في دور رئيسي: راي ميلاند عن فيلم نهاية الأسبوع المفقودة[1]
- أفضل ممثلة في دور رئيسي: إنغريد برغمان عن فيلم أجراس القديسة مريم
- أفضل ممثل في دور ثانوي في فيلم: جوزيف كارول ناش عن فيلم ميدالية لبيني
- أفضل ممثلة في دور ثانوي في فيلم: أنجيلا لانسبيري عن فيلم صورة دوريان جراي
- أفضل مخرج: بيلي وايلدر عن فيلم نهاية الأسبوع المفقودة
- أفضل فيلم: نهاية الأسبوع المفقودة من إخراج بيلي وايلدر
- أفضل فيلم يروج للتفاهم العالمي: المنزل الذي أعيش فيه

## وصلات خارجية
- حفل توزيع جوائز الغولدن غلوب الثالث على موقع IMDb (الإنجليزية)